# Wyth
Wyth (Eigenschreibweise WYTH) ist ein Kompilationsbox von Rhodri Davies. Die zwischen 2001 und 2023 entstandenen Aufnahmen erschienen 2024 auf dem Label AMGEN. In der Sammlung sind seine unter eigenem Namen aufgenommenen Solo-Alben aus über 20 Jahren enthalten, beginnend mit Trem (2002) bis zu Telyn Wrachïod (2024).

## Hintergrund
Harfenistinnen wie Zeena Parkins, Mary Lattimore und sogar Joanna Newsom sind in den unterschiedlichsten Bereichen tätig – von freier Improvisation bis hin zu Indie-Rock, Ambient und Pop, notierte Antonio Poscic. Sie hätten dem Instrument einen neuen Stellenwert gegeben und es zumindest teilweise von seinen herkömmlichen Etikettierungen befreit. Doch niemand habe die Dinge so weit getrieben wie Rhodri Davies. Seit den 1990er-Jahren erforsche der walisische Musiker das Wesen der Harfe, „tastet sich durch ihre Geschichte und Hermeneutik, indem er sich mit ihrer materiellen Gegenwart auseinandersetzt und einige ihrer geheimnisvollen Formen erweitert, elektrifiziert, zerstört und wiederentdeckt“.
Davies spielt eine Harfe, die durch Brays – Holzstifte, die die Saiten zum Summen bringen – ergänzt wird. Dabei erkundet er eine Reihe verschiedener Stimmungen, während er seine Stücke durch üppige, oft beruhigende Drones und Abschnitte bewegt, deren Modi leicht auf Raga und westafrikanische Musiktraditionen anspielen. Sein Interesse gilt den Möglichkeiten des Instruments, interkulturellen Bedeutungen, vergessenen Spielweisen und deren Subversionen. Auf dem Album Wound Response von 2012 verwendet er etwa Verzerrungspedale, um die Harfe wie eine E-Gitarre klingen zu lassen, während er Resonanzen, eindringliche Wiederholungen aufbaut, „die an eine blasphemische Begegnung zwischen Glenn Branca und Derek Bailey erinnern“ würden.

## Titelliste
- Rhodri Davies: WYTH (AMGEN 012)
- CD1 Trem (2002)
- CD2 Over Shadows (2007)
- CD3 Wound Response (2012)
- CD4 An Air Swept Clean of All Distance (2014)
- CD5 Telyn Rawn (2020)
- CD6 For Simon H. Fell (2022)
- CD7 Dwa Ni (2022)
- CD8 Telyn Wrachiod (2024)

## Rezeption
Die meiste Musik in dieser Zusammenstellung zeige eine Vorliebe für prägnante Stücke – eine seltsame Eigenschaft für einen Improvisator –, die es Davies ermögliche, ein Thema oder eine Idee innerhalb weniger Minuten zu kreieren, zu entwickeln und aufzulösen, schrieb Antonio Poscic in The Quietus. Abgesehen davon, dass sie einen großartigen Einstieg in die Welt von Rhodri Davies biete, wirkten viele dieser acht Platten auch wunderbar ausdrucksstark, was WYTH zur perfekten Sammlung mache, in der man sich an warmen, faulen Sommertagen verlieren könne.